# Ptyelus pectoralis
Ptyelus pectoralis är en insektsart som beskrevs av Walker 1870. Ptyelus pectoralis ingår i släktet Ptyelus och familjen spottstritar. Inga underarter finns listade i Catalogue of Life.